# Final da Copa Libertadores da América de 2001
A final da Copa Libertadores da América de 2001 foi a 42ª final da Copa Libertadores da América, torneio continental organizado anualmente pela CONMEBOL. A decisão, em duas partidas, foi entre o Boca Juniors, da Argentina, e o Cruz Azul, do México.
O jogo de ida no Estádio Azteca, na Cidade do México terminou com vitória argentina, 1 - 0 com  gol de Marcelo Delgado. Já a volta em La Bombonera, vitória mexicana, também por 1 - 0 gol de Juan Palencia.
A taça foi à disputa de pênaltis, onde o time portenho se deu melhor e venceu por 3 - 1.
O Boca conquistou o bicampeonato, tendo sido campeão no ano anterior, já o Cruz Azul, conquistou o feito de ser o primeiro time mexicano a chegar a uma final de Libertadores, feito esse que só seria alcançado novamente pelo Chivas Guadalajara em 2010, e pelo Tigres UANL em 2015.
Com o título, o time argentino também conquistou a vaga para a Copa Intercontinental 2001, tentando também o bicampeonato mundial, contra o Bayern de Munique.

## Caminho até a final
O Cruz Azul garantiu a vaga graças ao vice-campeonato da Copa Pré-Libertadores, e caiu no grupo sete com o São Caetano, do Brasil, o uruguaio Defensor Sporting, e o Olmedo, do Equador.
O Boca Juniors conquistou a vaga por ser o atual campeão da Libertadores, e no grupo oito enfrentou o Cobreloa, do Chile, o Deportivo Cali, da Colômbia, e o boliviano Oriente Petrolero. Ambas as equipes terminaram nas primeiras colocações de seus respectivos grupos.
No mata-mata, os mexicanos enfrentaram o Cerro Porteño, do Paraguai, e os argentinos River Plate e Rosário Central.
Já o Boca, o Junior Barranquilla, da Colômbia, e os brasileiros Vasco da Gama e o Palmeiras, seu adversário na decisão do ano anterior.
| Cruz Azul         | Cruz Azul | Cruz Azul | Cruz Azul | Cruz Azul | Cruz Azul | Cruz Azul | Cruz Azul | Cruz Azul |
| Equipe            | Pts       | J         | V         | E         | D         | GP        | GC        | SG        |
| ----------------- | --------- | --------- | --------- | --------- | --------- | --------- | --------- | --------- |
| Cruz Azul         | 13        | 6         | 4         | 1         | 1         | 12        | 7         | +5        |
| São Caetano       | 8         | 6         | 2         | 2         | 2         | 6         | 4         | +2        |
| Defensor Sporting | 7         | 6         | 2         | 1         | 3         | 8         | 11        | -3        |
| Olmedo            | 6         | 6         | 2         | 0         | 4         | 11        | 15        | -4        |

| Boca Juniors      | Boca Juniors | Boca Juniors | Boca Juniors | Boca Juniors | Boca Juniors | Boca Juniors | Boca Juniors | Boca Juniors |
| Equipe            | Pts          | J            | V            | E            | D            | GP           | GC           | SG           |
| ----------------- | ------------ | ------------ | ------------ | ------------ | ------------ | ------------ | ------------ | ------------ |
| Boca Juniors      | 15           | 6            | 5            | 0            | 1            | 7            | 5            | +2           |
| Cobreloa          | 10           | 6            | 3            | 1            | 2            | 8            | 7            | +1           |
| Deportivo Cali    | 9            | 6            | 3            | 0            | 3            | 13           | 8            | +5           |
| Oriente Petrolero | 1            | 6            | 0            | 1            | 5            | 6            | 14           | -8           |

| Cruz Azul         | Cruz Azul | Cruz Azul | Cruz Azul | Cruz Azul | Cruz Azul | Cruz Azul | Cruz Azul | Cruz Azul |
| Equipe            | Pts       | J         | V         | E         | D         | GP        | GC        | SG        |
| ----------------- | --------- | --------- | --------- | --------- | --------- | --------- | --------- | --------- |
| Cruz Azul         | 13        | 6         | 4         | 1         | 1         | 12        | 7         | +5        |
| São Caetano       | 8         | 6         | 2         | 2         | 2         | 6         | 4         | +2        |
| Defensor Sporting | 7         | 6         | 2         | 1         | 3         | 8         | 11        | -3        |
| Olmedo            | 6         | 6         | 2         | 0         | 4         | 11        | 15        | -4        |

| Boca Juniors      | Boca Juniors | Boca Juniors | Boca Juniors | Boca Juniors | Boca Juniors | Boca Juniors | Boca Juniors | Boca Juniors |
| Equipe            | Pts          | J            | V            | E            | D            | GP           | GC           | SG           |
| ----------------- | ------------ | ------------ | ------------ | ------------ | ------------ | ------------ | ------------ | ------------ |
| Boca Juniors      | 15           | 6            | 5            | 0            | 1            | 7            | 5            | +2           |
| Cobreloa          | 10           | 6            | 3            | 1            | 2            | 8            | 7            | +1           |
| Deportivo Cali    | 9            | 6            | 3            | 0            | 3            | 13           | 8            | +5           |
| Oriente Petrolero | 1            | 6            | 0            | 1            | 5            | 6            | 14           | -8           |

| Adversário      | Local | Placar |
| --------------- | ----- | ------ |
| Cerro Porteño   | Fora  | 2 - 1  |
| Cerro Porteño   | Casa  | 3 - 1  |
| River Plate     | Fora  | 0 - 0  |
| River Plate     | Casa  | 3 - 1  |
| Rosário Central | Fora  | 3 - 3  |
| Rosário Central | Casa  | 2 - 0  |

| Adversário             | Local | Placar        |
| ---------------------- | ----- | ------------- |
| Junior de Barranquilla | Fora  | 2 - 3         |
| Junior de Barranquilla | Casa  | 1 - 1         |
| Vasco da Gama          | Fora  | 0 - 1         |
| Vasco da Gama          | Casa  | 3 - 0         |
| Palmeiras              | Casa  | 2 - 2         |
| Palmeiras              | Fora  | 2 (2) - (3) 2 |

| Adversário      | Local | Placar |
| --------------- | ----- | ------ |
| Cerro Porteño   | Fora  | 2 - 1  |
| Cerro Porteño   | Casa  | 3 - 1  |
| River Plate     | Fora  | 0 - 0  |
| River Plate     | Casa  | 3 - 1  |
| Rosário Central | Fora  | 3 - 3  |
| Rosário Central | Casa  | 2 - 0  |

| Adversário             | Local | Placar        |
| ---------------------- | ----- | ------------- |
| Junior de Barranquilla | Fora  | 2 - 3         |
| Junior de Barranquilla | Casa  | 1 - 1         |
| Vasco da Gama          | Fora  | 0 - 1         |
| Vasco da Gama          | Casa  | 3 - 0         |
| Palmeiras              | Casa  | 2 - 2         |
| Palmeiras              | Fora  | 2 (2) - (3) 2 |

| 20 de junho   | Cruz Azul | 0 – 1 | Boca Juniors        | Estádio Azteca, Cidade do México                    |
| 19:30 (UTC-6) |           |       | Marcelo Delgado 79' | Público: 115 000 Árbitro: Márcio Rezende de Freitas |

| Cruz Azul | Boca Juniors |

| CRUZ AZUL: |    |                  |     |     |
| GO         | 1  | Oscar Pérez      |     |     |
| ZA         | 3  | Norberto Ángeles | 41' |     |
| ZA         | 7  | Sergio Almaguer  |     |     |
| ZA         | 13 | Melvin Brown     |     | 34' |
| MC         | 6  | José Hernández   |     |     |
| MC         | 22 | Pablo Galdames   |     | 76' |
| MC         | 5  | Victor Gutiérrez | 53' | 68' |
| MC         | 11 | Julio Pinheiro   |     |     |
| MC         | 20 | Ángel Morales    |     |     |
| AT         | 18 | José Cardozo     |     | 51' |
| AT         | 15 | Juan Palencia    |     |     |
| Reservas:  |    |                  |     |     |
| GK         | 21 | Carlos Pérez     |     |     |
| MC         | 8  | Tomás Campos     | 41' |     |
| AT         | 9  | Emilio Mora      |     |     |
| ZA         | 4  | Juan Reynoso     |     |     |
| MC         | 10 | Héctor Adomaitis | 53' |     |
| AT         | 14 | Gonzalo Belloso  |     |     |
| AT         | 19 | Omar Rodríguez   |     |     |
| Treinador: |    |                  |     |     |
| José Trejo |    |                  |     |     |

| BOCA JUNIORS:  |    |                     |     |     |
| GO             | 1  | Córdoba             |     |     |
| LD             | 4  | Hugo Ibarra         |     |     |
| ZA             | 2  | Jorge Bermúdez      |     |     |
| ZA             | 14 | Nicolás Burdisso    |     |     |
| LE             | 3  | Clemente Rodríguez  | 55' | 40' |
| MC             | 19 | Javier Villarreal   | 78' |     |
| MC             | 22 | Sebastián Battaglia |     |     |
| MC             | 13 | Cristian Traverso   |     | 67' |
| MC             | 10 | Riquelme            |     |     |
| AT             | 17 | Walter Gaitán       |     | 15' |
| AT             | 21 | Christian Giménez   | 60' |     |
| Reservas:      |    |                     |     |     |
| GK             | 12 | Abbondanzieri       |     |     |
| MC             | 8  | Julio Marchant      |     |     |
| MC             | 11 | José Pereda         | 78' | 82' |
| MC             | 15 | Omar Pérez          |     |     |
| MC             | 22 | Gustavo Pinto       | 55' |     |
| AT             | 20 | Antonio Barijho     |     |     |
| AT             | 16 | Marcelo Delgado     | 60' |     |
| Treinador:     |    |                     |     |     |
| Carlos Bianchi |    |                     |     |     |

| CRUZ AZUL: |    |                  |     |     |
| GO         | 1  | Oscar Pérez      |     |     |
| ZA         | 3  | Norberto Ángeles | 41' |     |
| ZA         | 7  | Sergio Almaguer  |     |     |
| ZA         | 13 | Melvin Brown     |     | 34' |
| MC         | 6  | José Hernández   |     |     |
| MC         | 22 | Pablo Galdames   |     | 76' |
| MC         | 5  | Victor Gutiérrez | 53' | 68' |
| MC         | 11 | Julio Pinheiro   |     |     |
| MC         | 20 | Ángel Morales    |     |     |
| AT         | 18 | José Cardozo     |     | 51' |
| AT         | 15 | Juan Palencia    |     |     |
| Reservas:  |    |                  |     |     |
| GK         | 21 | Carlos Pérez     |     |     |
| MC         | 8  | Tomás Campos     | 41' |     |
| AT         | 9  | Emilio Mora      |     |     |
| ZA         | 4  | Juan Reynoso     |     |     |
| MC         | 10 | Héctor Adomaitis | 53' |     |
| AT         | 14 | Gonzalo Belloso  |     |     |
| AT         | 19 | Omar Rodríguez   |     |     |
| Treinador: |    |                  |     |     |
| José Trejo |    |                  |     |     |

| BOCA JUNIORS:  |    |                     |     |     |
| GO             | 1  | Córdoba             |     |     |
| LD             | 4  | Hugo Ibarra         |     |     |
| ZA             | 2  | Jorge Bermúdez      |     |     |
| ZA             | 14 | Nicolás Burdisso    |     |     |
| LE             | 3  | Clemente Rodríguez  | 55' | 40' |
| MC             | 19 | Javier Villarreal   | 78' |     |
| MC             | 22 | Sebastián Battaglia |     |     |
| MC             | 13 | Cristian Traverso   |     | 67' |
| MC             | 10 | Riquelme            |     |     |
| AT             | 17 | Walter Gaitán       |     | 15' |
| AT             | 21 | Christian Giménez   | 60' |     |
| Reservas:      |    |                     |     |     |
| GK             | 12 | Abbondanzieri       |     |     |
| MC             | 8  | Julio Marchant      |     |     |
| MC             | 11 | José Pereda         | 78' | 82' |
| MC             | 15 | Omar Pérez          |     |     |
| MC             | 22 | Gustavo Pinto       | 55' |     |
| AT             | 20 | Antonio Barijho     |     |     |
| AT             | 16 | Marcelo Delgado     | 60' |     |
| Treinador:     |    |                     |     |     |
| Carlos Bianchi |    |                     |     |     |

| 28 de junho   | Boca Juniors | 0 – 1 (pro) | Cruz Azul              | La Bombonera, Buenos Aires                |
| 21:30 (UTC-3) |              |             | Francisco Palencia 45' | Público: 60 000 Árbitro: Gilberto Hidalgo |

|                                 |       | Penalidades                          |  |
| Riquelme Serna Delgado Bermúdez | 3 – 1 | Palencia Galdames Hernández Pinheiro |  |

| Boca Juniors | Cruz Azul |

| BOCA JUNIORS:  |    |                     |     |     |
| GO             | 1  | Córdoba             |     |     |
| LD             | 4  | Hugo Ibarra         |     |     |
| ZA             | 2  | Jorge Bermúdez      |     |     |
| ZA             | 6  | Aníbal Matellán     |     |     |
| LE             | 3  | Clemente Rodríguez  | 46' |     |
| MC             | 19 | Javier Villarreal   |     |     |
| MC             | 22 | Mauricio Serna      |     |     |
| MC             | 13 | Cristian Traverso   |     |     |
| MC             | 10 | Riquelme            |     |     |
| AT             | 17 | Walter Gaitán       |     |     |
| AT             | 16 | Marcelo Delgado     |     | 20' |
| Reservas:      |    |                     |     |     |
| GK             | 12 | Abbondanzieri       |     |     |
| MC             | 22 | Sebastián Battaglia |     |     |
| MC             | 11 | José Pereda         |     |     |
| MC             | 15 | Omar Pérez          |     |     |
| MC             | 22 | Gustavo Pinto       |     |     |
| AT             | 20 | Antonio Barijho     |     |     |
| AT             | 21 | Christian Giménez   | 46' |     |
| Treinador:     |    |                     |     |     |
| Carlos Bianchi |    |                     |     |     |

| CRUZ AZUL: |    |                  |     |     |
| GO         | 1  | Oscar Pérez      |     |     |
| ZA         | 3  | Norberto Ángeles |     |     |
| ZA         | 7  | Sergio Almaguer  |     | 40' |
| ZA         | 13 | Melvin Brown     |     |     |
| MC         | 6  | José Hernández   |     |     |
| MC         | 22 | Pablo Galdames   |     |     |
| MC         | 5  | Victor Gutiérrez |     |     |
| MC         | 8  | Tomás Campos     | 66' |     |
| MC         | 11 | Julio Pinheiro   |     |     |
| AT         | 18 | José Cardozo     |     | 82' |
| AT         | 15 | Juan Palencia    |     |     |
| Reservas:  |    |                  |     |     |
| GK         | 21 | Carlos Pérez     |     |     |
| AT         | 9  | Emilio Mora      | 66' |     |
| ZA         | 2  | Juan Mendoza     |     |     |
| ZA         | 4  | Juan Reynoso     |     |     |
| MC         | 10 | Héctor Adomaitis |     |     |
| AT         | 14 | Gonzalo Belloso  |     |     |
| AT         | 19 | Omar Rodríguez   |     |     |
| Treinador: |    |                  |     |     |
| José Trejo |    |                  |     |     |

| BOCA JUNIORS:  |    |                     |     |     |
| GO             | 1  | Córdoba             |     |     |
| LD             | 4  | Hugo Ibarra         |     |     |
| ZA             | 2  | Jorge Bermúdez      |     |     |
| ZA             | 6  | Aníbal Matellán     |     |     |
| LE             | 3  | Clemente Rodríguez  | 46' |     |
| MC             | 19 | Javier Villarreal   |     |     |
| MC             | 22 | Mauricio Serna      |     |     |
| MC             | 13 | Cristian Traverso   |     |     |
| MC             | 10 | Riquelme            |     |     |
| AT             | 17 | Walter Gaitán       |     |     |
| AT             | 16 | Marcelo Delgado     |     | 20' |
| Reservas:      |    |                     |     |     |
| GK             | 12 | Abbondanzieri       |     |     |
| MC             | 22 | Sebastián Battaglia |     |     |
| MC             | 11 | José Pereda         |     |     |
| MC             | 15 | Omar Pérez          |     |     |
| MC             | 22 | Gustavo Pinto       |     |     |
| AT             | 20 | Antonio Barijho     |     |     |
| AT             | 21 | Christian Giménez   | 46' |     |
| Treinador:     |    |                     |     |     |
| Carlos Bianchi |    |                     |     |     |

| CRUZ AZUL: |    |                  |     |     |
| GO         | 1  | Oscar Pérez      |     |     |
| ZA         | 3  | Norberto Ángeles |     |     |
| ZA         | 7  | Sergio Almaguer  |     | 40' |
| ZA         | 13 | Melvin Brown     |     |     |
| MC         | 6  | José Hernández   |     |     |
| MC         | 22 | Pablo Galdames   |     |     |
| MC         | 5  | Victor Gutiérrez |     |     |
| MC         | 8  | Tomás Campos     | 66' |     |
| MC         | 11 | Julio Pinheiro   |     |     |
| AT         | 18 | José Cardozo     |     | 82' |
| AT         | 15 | Juan Palencia    |     |     |
| Reservas:  |    |                  |     |     |
| GK         | 21 | Carlos Pérez     |     |     |
| AT         | 9  | Emilio Mora      | 66' |     |
| ZA         | 2  | Juan Mendoza     |     |     |
| ZA         | 4  | Juan Reynoso     |     |     |
| MC         | 10 | Héctor Adomaitis |     |     |
| AT         | 14 | Gonzalo Belloso  |     |     |
| AT         | 19 | Omar Rodríguez   |     |     |
| Treinador: |    |                  |     |     |
| José Trejo |    |                  |     |     |

## Premiação
| Copa Libertadores da América de 2001 |
| ------------------------------------ |
| Boca Juniors Campeão 4º título       |

## Ver Também
- Copa Libertadores da América de 2001
- Club Atlético Boca Juniors
- Club de Fútbol Cruz Azul